# Cordell Crockett
Cordell Miller Crockett (Alameda County, California, 21 de enero de 1965) es un bajista estadounidense, popular por su trabajo con la agrupación de hard rock Ugly Kid Joe desde 1991 hasta su primera separación en 1997 y nuevamente desde su reunión en 2010. También hizo parte de las bandas Love/Hate y Atomship. Ha citado como sus principales influencias a los bajistas Geezer Butler de Black Sabbath y Steve Harris de Iron Maiden.

## Discografía

### Ugly Kid Joe
- 1992 - America's Least Wanted
- 1995 - Menace to Sobriety
- 1996 - Motel California
- 2015 - Uglier Than They Used ta Be